# Cernadela
Cernadela é uma pequena povoação, pertencente à freguesia de Cortiços, no Municipio de Macedo de Cavaleiros, distrito de Bragança. 
A festa da povoação é no primeiro fim-de-semana de outubro.
Desde 1186, com exceção de 1313-1325, foi doado como Senhorio 'de juro e herdade' a Dom Rodrigo “Bufino” Mendes, filho de Dom Mendo Bofino e Dona Marina Roderici em escambo de Vimioso.
Há muitos motivos para visitar este pequena e pacata aldeia. O seu povo é muito hospitaleiro, como é característica do povo Trasmontano. Para quem aprecia a construção em granito, tem uma oportunidade de apreciar as casas feitas com pedra tosca. Existem vários monumentos, a igreja, a fonte má no centro do povo, as alminhas a entrada da povoação, a ponte Romana feita em arco, que pode apreciar a sua arquitectura.
1. ↑  «Carta de escambo feita por D. Sancho com Rodrigo "Bufino" Mendes, pelo qual recebia a vila de Vimioso, terra de Miranda e dava uma herdade em Cernadela, terra de Ledra - Arquivo Nacional da Torre do Tombo - DigitArq». digitarq.arquivos.pt. Consultado em 12 de agosto de 2020
2. ↑  PARRA, Ana Raquel da Cruz. «A Paternidade na Idade Média: o caso de D. Dinis» (PDF). Consultado em 12 de agosto de 2020